# 臀肌的先天性缺失
臀肌的先天性缺失（Congenital Absence of Gluteal Muscles）首次在1976年被Carnevale等所報導，他們發現一個家庭內分別有一位男性和女性成員天生就沒有臀肌，並且具有隱性脊柱裂（Spina bifida occulta）。臀肌的先天性缺失被認為是由常染色體隱性基因引起的，而該基因與神經管的缺損無關。 